# Cuthbert (Georgia)
Cuthbert è una città degli Stati Uniti d'America, situata in Georgia, nella Contea di Randolph, della quale è il capoluogo.